# طبیعت‌گرایی اخلاقی
طبیعت‌گرایی اخلاقی (که تعریف شناختی طبیعت‌گرایانه نیز نامیده می‌شود) دیدگاه فرااخلاقی است که ادعا می‌کند:
1. جمله‌های اخلاقی گزاره‌ها را بیان می‌کنند.
2. برخی از این گزاره‌ها درست است.
3. آن گزاره‌ها با ویژگی‌های عینی جهان، مستقل از عقاید انسان، صادق می‌شوند.
4. این ویژگی‌های اخلاقی جهان به مجموعه‌ای از ویژگی‌های غیراخلاقی قابل تقلیل هستند.

## بررسی اجمالی
نسخه‌های متفاوت طبیعت‌گرایی اخلاقی که پایدارترین علاقه فلسفی را دریافت کرده‌اند، برای مثال، واقع‌گرایی کرنل (Cornell realism)، با این موضع که «چیزها همیشه آن‌طور که باید باشند» که تعداد کمی از طبیعت‌گرایان اخلاقی آن را باور دارند متفاوت است. با این حال، طبیعت‌گرایی اخلاقی، تمایز واقعیت-ارزش را رد می‌کند: این نشان می‌دهد که تحقیق در جهان طبیعی می‌تواند دانش اخلاقی ما را به همان روشی که دانش علمی ما را افزایش می‌دهد، افزایش دهد. در واقع، طرفداران طبیعت‌گرایی اخلاقی استدلال کرده‌اند که بشریت نیاز به سرمایه‌گذاری در علم اخلاق دارد، حوزه‌ای گسترده و ضعیف که از شواهدی از زیست‌شناسی، نخستی‌شناسی، انسان‌شناسی، روان‌شناسی، علوم اعصاب و سایر حوزه‌ها برای طبقه‌بندی و توصیف رفتارهای اخلاقی استفاده می‌کند.
طبیعت‌گرایی اخلاقی شامل هر گونه تقلیل ویژگی‌های اخلاقی، مانند «خوبی» به ویژگی‌های غیراخلاقی است. نمونه‌های بسیار متفاوتی از این تقلیل‌ها وجود دارد، و بنابراین انواع مختلفی از طبیعت‌گرایی اخلاقی وجود دارد. برای مثال هدونیسم این دیدگاه است که نیکی در نهایت فقط لذت است.

## نظریه‌های اخلاقی که می‌توانند طبیعت گرایانه باشند
- نوع دوستی
- پیامدگرایی
- لیبترنیسم نتیجه گرایانه
- رئالیسم کرنل
- خودگرایی اخلاقی / عینیت‌گرایی
- اخلاقیات تکاملی
- هدونیسم
- اخلاق‌شناسی سکولار
- لیبترنیسم حقوق طبیعی
- فایده‌گرایی
- اخلاق فضیلتی

## انتقادات
طبیعت‌گرایی اخلاقی بیشتر توسط جرج ادوارد مور غیرطبیعی گرای اخلاقی، که بحث پرسش باز (open-question argument) را فرموله کرد، مورد انتقاد قرار گرفته‌است. گارنر و روزن می‌گویند که یک تعریف رایج از «مالکیت طبیعی» تعریفی است که «می توان آن را با مشاهده حسی یا تجربه، آزمایش یا از طریق هر یک از ابزارهای موجود علم کشف کرد.» آنها همچنین می‌گویند که یک تعریف خوب از «مالکیت طبیعی» مشکل ساز است، اما «تنها در نقد طبیعت گرایانه، یا در تلاش برای تمایز بین نظریه‌های تعریف گرای طبیعت گرایانه و غیرطبیعی است که به چنین مفهومی نیاز است.» یچار مروین هیe همچنین طبیعت‌گرایی اخلاقی را به دلیل تعریف غلط آن از اصطلاحات «خوب» یا «درست» مورد انتقاد قرار داد و گفت که اصطلاحات ارزشی که بخشی از زبان اخلاقی تجویزی ما هستند قابل تقلیل به اصطلاحات توصیفی نیستند: «اصطلاحات ارزشی دارای یک کارکرد ویژه در زبان، یعنی ستایش هستند؛ و بنابراین به وضوح نمی‌توان آنها را بر اساس کلمات دیگری که خودشان این کار را انجام نمی‌دهند، تعریف کرد.»

## اخلاق به عنوان یک علم

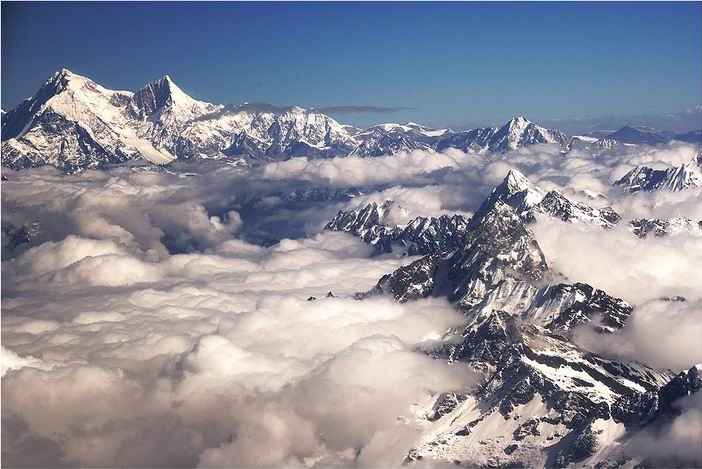
سام هریس استدلال می‌کند که از نظر اجتماعی «قله‌های اخلاقی» بهینه ای برای کشف وجود دارد.

سام هریس استدلال کرده‌است که ما ارتباط بسیاری از استدلال‌ها علیه علم اخلاق را بیش از حد برآورد می‌کنیم، استدلال‌هایی که به اعتقاد او دانشمندان با خوشحالی و به درستی در حوزه‌های دیگر علم مانند فیزیک نادیده می‌گیرند. برای مثال، دانشمندان ممکن است خود را در تلاش برای استدلال علیه شکاکان فلسفی بیابند، وقتی هریس می‌گوید که آنها باید عملاً بپرسند - همان‌طور که در هر حوزه دیگری می‌پرسند - "چرا در وهله اول به یک سولیپسیست گوش کنیم؟" هریس معتقد است که این بخشی از معنای تمرین علم اخلاق است.